# Hegesippe hegesippe
Hegesippe hegesippe är en fjärilsart som beskrevs av Paul Mabille och Eugene Boullet 1908. Hegesippe hegesippe ingår i släktet Hegesippe och familjen tjockhuvuden. Inga underarter finns listade i Catalogue of Life.